# Dara-ye Nur (distrikt)
Dara-ye Nur är ett distrikt i Afghanistan. Det ligger i provinsen Nangarhar, i den östra delen av landet, 130 kilometer öster om huvudstaden Kabul. Administrativ huvudort är Dara-ye Nur.
Distriktet beräknades år 2022 ha cirka 47 000 invånare.